# Herman Witte

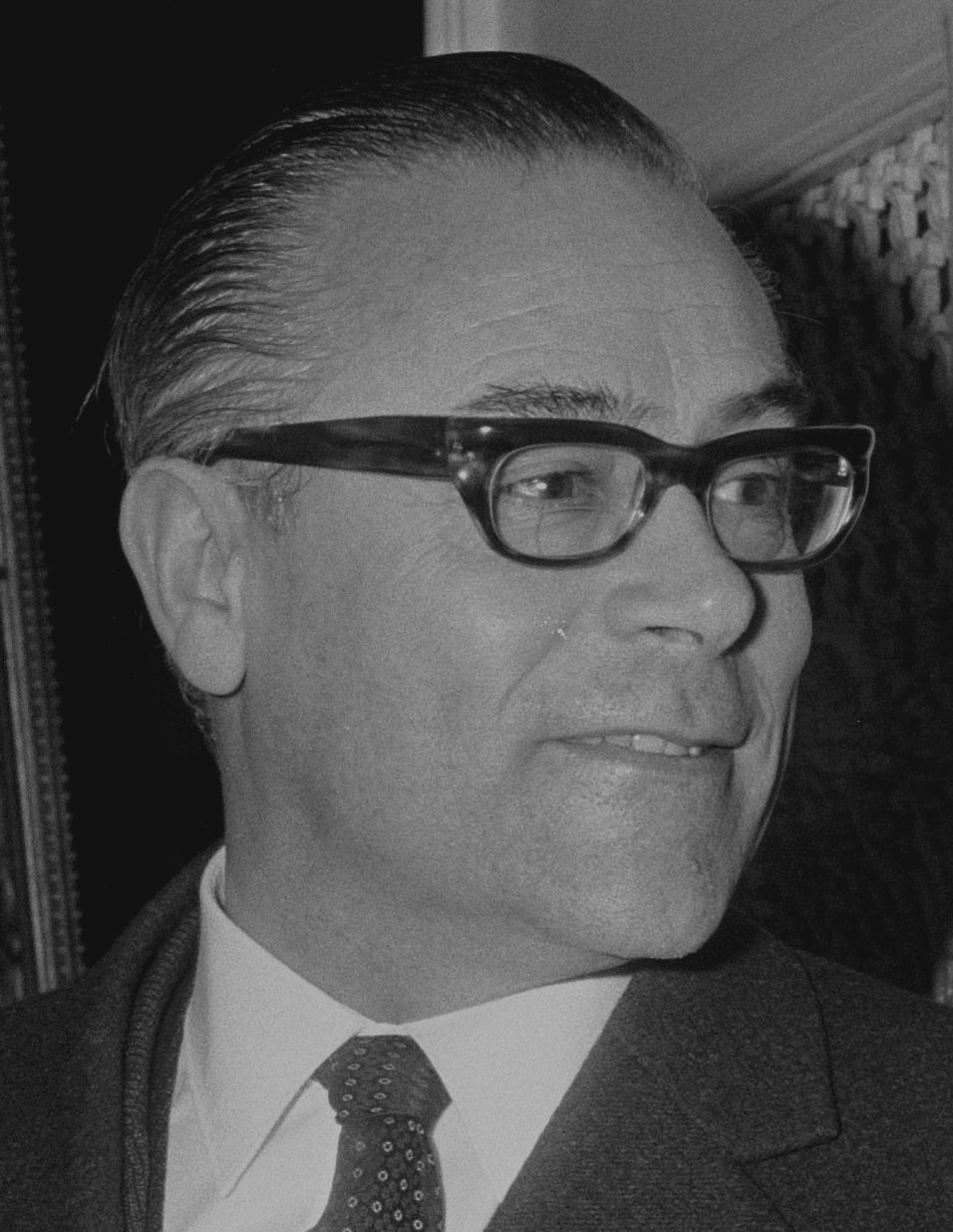
Herman Witte (1966)

Herman Bernard Jan Witte (* 18. August 1909 in Harlingen, Provinz Friesland; † 30. Mai 1973 in Eindhoven, Provinz Noord-Brabant) war ein niederländischer Politiker der Katholieke Volkspartij (KVP), der mehrere Jahre Minister und sowohl Bürgermeister von Bergen op Zoom als auch von Eindhoven war.

## Leben

### Bürgermeister von Bergen op Zoom und Bauminister

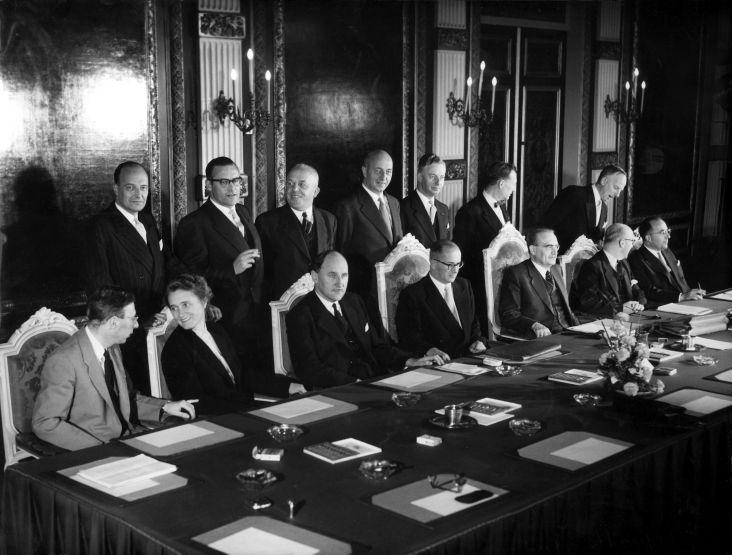
Das dritte Kabinett Drees bei seiner ersten Besprechung am 12. Oktober 1956 mit Herman Witte (hintere Reihe, 2.v.l.)

Witte begann nach dem Besuch der Openbare Hogere Burgerschool in Harlingen 1927 ein Studium im Fach Bauingenieurwesen an der Technischen Hochschule Delft, das er 1933 abschloss. Anschließend war er als Aufseher für Straßen- und Wegebau sowie zuletzt als Ingenieur beim Büro für Wasserbau (Rijkswaterstaat) tätig und wirkte als solcher beim Bau von Dämmen an der Maas mit. Danach arbeitete er zwischen 1935 und dem 1. August 1939 als Beamter beim Regionalplanungsamt für die Provinz Limburg in Maastricht sowie anschließend vom 1. August 1939 bis zum 1. Mai 1946 als Leiter des Bauamtes von Bergen op Zoom. Diese Tätigkeit wurde durch seine Mobilmachung im Zweiten Weltkrieg unterbrochen, als er als Reserveoffizier einer Baueinheit 1939 eingezogen wurde und sich von Mai bis Juni 1940 in deutscher Kriegsgefangenschaft befand.
Nach der Befreiung wurde Witte am 1. Januar 1945 kommissarischer Bürgermeister von Bergen op Zoom und bekleidete diese Funktion ebenfalls bis zum 1. Mai 1946, ehe er anschließend bis zum 1. September 1952 Bürgermeister von Bergen op Zoom war.
Am 2. September 1952 wurde Witte von Ministerpräsident Willem Drees als Minister für Wiederaufbau und öffentlichen Wohnungsbau (Minister van Wederopbouw en Volkshuisvesting) in dessen zweites Kabinett berufen und gehörte diesem bis zum 13. Oktober 1956 an. Daraufhin wurde er am 13. Oktober 1956 von Drees zum Minister für öffentlichen Wohnungsbau und Bauindustrie (Minister van Volkshuisvesting en Bouwnijverheid) in dessen dritte Regierung berufen und bekleidete dieses Amt auch in der von Drees’ Nachfolger Louis Beel am 22. Dezember 1958 gebildeten Regierung bis zum 19. Mai 1959. Zugleich übernahm er nach dem Rücktritt von Jacob Algera am 10. Oktober 1958 bis zur Ernennung von Jan van Aartsen am 1. November 1958 kommissarisch das Amt des Ministers für Verkehr und Wasserwirtschaft (Minister van Verkeer en Waterstaat).

### Mitglied der Zweiten Kammer der Generalstaaten und Bürgermeister von Eindhoven

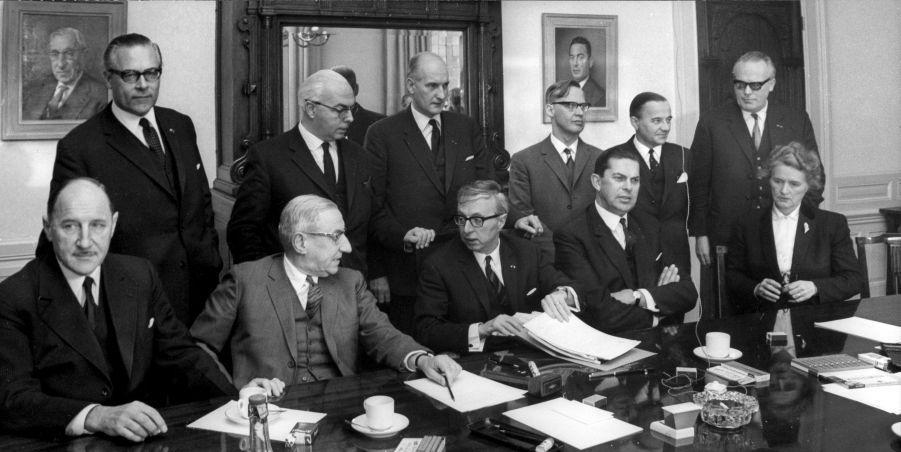
Die Minister des Kabinetts Zijlstra 1966 (Herman Witte, hintere Reihe, 1.v.l.)

Am 20. März 1959 wurde Witte zum Mitglied der Zweiten Kammer der Generalstaaten gewählt und vertrat in dieser bis zum 16. Oktober 1959 die Interessen der Katholieke Volkspartij (KVP). Am 9. Juni 1959 wurde er zum Großoffizier des Ordens von Oranien-Nassau ernannt. Am 16. Oktober 1959 wurde er Nachfolger von Charles van Rooy als Bürgermeister von Eindhoven und bekleidete dieses Amt zunächst bis zum 22. November 1966. Daneben war er zwischen 1959 und 1961 Mitglied des Stiftungsrates der Technischen Hochschule Eindhoven, zwischen 1960 und 1966 Vorstandsmitglied der Rundfunkgesellschaft Radio Nederland Wereldomroep (RNW) sowie von 1960 bis 1963 Mitglied des Zentralen Investitionsrates (Centrale Beleggingsraad).
Des Weiteren war er zwischen 1961 und dem 1. Oktober 1971 Vorsitzender des Stiftungsrates der Technischen Hochschule Eindhoven, von 1962 bis zu seinem Tod Vorsitzender der Reichsberatungskommission für den Bau von Theatern und Konzertsälen, zwischen 1962 und 1965 Vorsitzender der Zentralen Kommission für Filmzensur (Centrale Commissie voor de Filmkeuring) sowie von 1962 bis 1969 Vorstandsmitglied des Centrum voor Staatkundige Vorming, dessen wissenschaftlichen Büros der KVP. Ferner fungierte er von Februar 1963 bis 1967 als Vorstandsmitglied der Nationalen Stiftung für Fernsehwerbung TVN (Nationale Stichting Televisiereclame Nederland) sowie zwischen dem 11. Juli 1966 und dem 7. Februar 1969 als Vorsitzender der Beratungskommission für die Filmzensur. Im Juli 1966 wurde er ferner Mitglied des Aufsichtsrates des Versicherungsvereins auf Gegenseitigkeit OLVEH.
Daraufhin wurde er am 22. November 1966 von Ministerpräsident Jelle Zijlstra zum Minister für öffentlichen Wohnungsbau und Raumordnung (Minister van Volkshuisvesting en Ruimtelijke Ordening) in dessen Kabinett berufen und gehörte diesem bis zum 5. April 1967 an.
Danach übernahm Witte am 5. April 1967 wieder sein Amt als Bürgermeister von Eindhoven und behielt dieses bis zu seinem Tod am 30. Mai 1973. Nachfolger wurde im Anschluss der bisherige Bürgermeister von Dordrecht, Jaap van der Lee. Gleichzeitig gehörte er vom 26. August 1967 bis 1971 der von Jo Cals und André Donner geleiteten Staatskommission zur Beratung der Grundrechte und des Wahlrechts an. Zuletzt war er von 1971 bis zu seinem Tod auch Mitglied des Aufsichtsrates von De Nederlandsche Bank (DNB) sowie der Organisation für Zusammenarbeit in der Agglomeration Eindhoven.